# Bagration-Dawitaschwili

Wappen

Bagration-Dawitaschwili (georgisch ბაგრატიონ-დავითაშვილი, russisch Багратионы-Давыдовы, Bagration-Dawidow) ist ein georgisches Fürstenhaus. Es ist eine jüngere Linie der königlichen Bagratiden-Dynastie.
Ihre Vorfahren gehen auf den kachetischen Fürsten Dawit zurück, dessen Onkel als  Giorgi II. die kachetische Krone usurpierte, indem er den Großvater, Alexander I. von Kachetien, tötete und anschließend Dawits Vater blendete. Die Familie Bagration-Dawitaschwili flüchtete  in das benachbarte georgische Königreich Kartlien, wo sie als Fürstenfamilie fortbestand.
Nach der Annexion Georgiens durch das Russische Reich wurde die Familie am 21. Dezember 1849 unter dem Namen Bagration-Dawidow (russisch Багратионы-Давыдовы) in den russischen Adelsstand übernommen.